# Maria Serrat i Martín
Maria Serrat i Martín (* 20. Jahrhundert) ist eine katalanische Kulturmanagerin. Sie ist seit 1999 Generaldirektorin des Conservatori del Liceu in Barcelona.

## Leben und Werk
Maria Serrat erwarb sich ein Lizentiat in Geisteswissenschaften mit Schwerpunkt Kulturmanagement an der Universitat Internacional de Catalunya (UIC) und ein Diplom in Betriebswirtschaft und Management der Escuela Superior de Administración y Dirección de Empresas (ESADE) (Hochschule für Betriebswirtschaft und Unternehmensführung). 2017 promovierte sie an der Facultat d’Humanitats (Fakultät für Geisteswissenschaften) der UIC mit der Arbeit Orígen del Conservatori Liceu (1837–1967) (Die Ursprünge des Konservatoriums Liceu 1837–1967).
Ihre berufliche Karriere begann sie 1974 als Geschäftsführerin des städtischen Gesundheitsinstitutes der Stadt Mataró. 1990 wurde sie von der Generalitat de Catalunya zur Leiterin des Institut Català de les Dones (katalanisches Fraueninstitut) bestellt. Sie gründete und entwickelte diese Institution der katalanischen Regierung. Seit 1999 ist sie Generaldirektorin der Stiftung des Conservatori del Liceu. Diese Position wurde 1999 neu geschaffen. Sie förderte und entwickelte in diesem Rahmen das Conservatori del Liceu. Sie unterstützte im Rahmen des Bologna-Prozesses die Entwicklung neuer Studienpläne und die Eingliederung des Konservatoriums in die europäische Hochschullandschaft.
Zu ihren Forschungen muss die Veröffentlichung Els ensenyaments musicals a Catalunya 1996–2002 (Die Lehre im Bereich der Musik in Katalonien 1996–2002) genannt werden. Sie hat auch mehrere Berichte über die Kunstausbildung in Katalonien und die Implikationen auf das Kulturleben veröffentlicht. Sie war Mitglied der Consejo Superior de Enseñanzas Artísticas (Beratungsgremium für die künstlerische Ausbildung), Vizepräsidentin der Asociación Española de Centros de Enseñanzas Artísticas (Spanische Vereinigung künstlerischer Bildungszentren), Mitglied des Verwaltungsrates des Jove Orquestra Nacional de Catalunya (Jugendorchester von Katalonien). Sie ist unter anderem Mitglied des Consell Català de la Música (Katalanischer Musikrat) und des Consell Assessor de la Coordinadora Catalana de Fundacions (Koordinierender Rat katalanischer Stiftungen).

## Werke von Maria Serrat
- Maria Serrat i Martín: Els orígens i l’evolució del Conservatori del Liceu (1837–1967) – Tesi Doctoral. Hrsg.: Universitat Internacional de Catalunya – Facultat d’Humanitats. 2017 (tesisenred.net [PDF]).